# Nesomyrmex antoniensis
Nesomyrmex antoniensis es una especie de hormiga del género Nesomyrmex, tribu Crematogastrini, familia Formicidae. Fue descrita científicamente por Forel en 1912.
Se distribuye por Colombia, Ecuador y Venezuela. Se ha encontrado a elevaciones de hasta 600 metros. Habita en bosques húmedos.